# Adolf Parthey
Adolf Parthey (* 1870; † 1945) war ein preußischer Verwaltungsjurist.

## Leben
Adolf Parthey studierte Rechtswissenschaften an der Eberhard Karls Universität Tübingen. 1889 wurde er Mitglied des Corps Suevia Tübingen. Nach dem Studium trat er in den preußischen Staatsdienst ein. Von 1898 bis 1899 absolvierte er das Regierungsreferendariat bei der Regierung in Bromberg. Ab 1905 war er Landrat im Kreis Schwerin (Warthe), bis er im Oktober 1926 als Oberregierungsrat an die Regierung Potsdam wechselte.